# Hòa Thuận (Quảng Nam)
Hòa Thuận is een phường van Tam Kỳ, de hoofdstad van de provincie Quảng Nam.
Hòa Thuận ligt in het westen van Tam Kỳ.